# 黑澤爾格羅夫 (英國國會選區)

選區在大曼徹斯特郡的位置

黑澤爾格羅夫（英語：Hazel Grove），英國國會一自治市選區，位於大曼徹斯特郡東南部，包括斯托克波特都市自治市東部六個地方選區。
設於1974年。1974年10月，保守黨的湯姆·阿諾德擊敗自由黨的候選人邁克爾·溫斯坦尼。本區自1997年至今的當區議員為自民黨的安德魯·斯塔內爾。他在2010年大選中以48.8%選票連任成功。